# Masters d'Irlande de snooker
| \| Dublin Leopardstown Kill Saggart Kilkenny \| Sites du tournoi. |
| Dublin Leopardstown Kill Saggart Kilkenny                         |

Le Masters d'Irlande de snooker est un ancien tournoi de snooker professionnel créé en 1975 et disparu après l'édition 2007. 

## Historique
Le tournoi a compté pour le classement mondial de snooker de 2003 à 2005.
Le record de victoires est détenu par l'Anglais Steve Davis avec huit titres devant son compatriote Ronnie O'Sullivan avec quatre succès.

## Palmarès
| Année                                          | Ville                                          | Vainqueur                                      | Finaliste                                      | Score                                          | Saison                                         |
| Trophée d'Irlande Benson & Hedges (non classé) | Trophée d'Irlande Benson & Hedges (non classé) | Trophée d'Irlande Benson & Hedges (non classé) | Trophée d'Irlande Benson & Hedges (non classé) | Trophée d'Irlande Benson & Hedges (non classé) | Trophée d'Irlande Benson & Hedges (non classé) |
| ---------------------------------------------- | ---------------------------------------------- | ---------------------------------------------- | ---------------------------------------------- | ---------------------------------------------- | ---------------------------------------------- |
| 1975                                           | Dublin                                         | John Spencer                                   | Alex Higgins                                   | 9-7                                            | 1974-1975                                      |
| 1976                                           | Dublin                                         | John Spencer                                   | Alex Higgins                                   | 5-0                                            | 1975-1976                                      |
| 1977                                           | Leopardstown                                   | Alex Higgins                                   | Ray Reardon                                    | 5-3                                            | 1976-1977                                      |
| Masters d'Irlande (non classé)                 |                                                |                                                |                                                |                                                |                                                |
| 1978                                           | Kill                                           | John Spencer (3)                               | Doug Mountjoy                                  | 5-3                                            | 1977-1978                                      |
| 1979                                           | Kill                                           | Doug Mountjoy (1)                              | Ray Reardon                                    | 6-5                                            | 1978-1979                                      |
| 1980                                           | Kill                                           | Terry Griffiths                                | Doug Mountjoy                                  | 9-8                                            | 1979-1980                                      |
| 1981                                           | Kill                                           | Terry Griffiths                                | Ray Reardon                                    | 9-7                                            | 1980-1981                                      |
| 1982                                           | Kill                                           | Terry Griffiths (3)                            | Steve Davis                                    | 9-5                                            | 1981-1982                                      |
| 1983                                           | Kill                                           | Steve Davis                                    | Ray Reardon                                    | 9-2                                            | 1982-1983                                      |
| 1984                                           | Kill                                           | Steve Davis                                    | Terry Griffiths                                | 9-1                                            | 1983-1984                                      |
| 1985                                           | Kill                                           | Jimmy White                                    | Alex Higgins                                   | 9-5                                            | 1984-1985                                      |
| 1986                                           | Kill                                           | Jimmy White (2)                                | Willie Thorne                                  | 9-5                                            | 1985-1986                                      |
| 1987                                           | Kill                                           | Steve Davis                                    | Willie Thorne                                  | 9-1                                            | 1986-1987                                      |
| 1988                                           | Kill                                           | Steve Davis                                    | Neal Foulds                                    | 9-4                                            | 1987-1988                                      |
| 1989                                           | Kill                                           | Alex Higgins (2)                               | Stephen Hendry                                 | 9-8                                            | 1988-1989                                      |
| 1990                                           | Kill                                           | Steve Davis                                    | Dennis Taylor                                  | 9-4                                            | 1989-1990                                      |
| 1991                                           | Kill                                           | Steve Davis                                    | John Parrott                                   | 9-5                                            | 1990-1991                                      |
| 1992                                           | Kill                                           | Stephen Hendry                                 | Ken Doherty                                    | 9-6                                            | 1991-1992                                      |
| 1993                                           | Kill                                           | Steve Davis                                    | Alan McManus                                   | 9-4                                            | 1992-1993                                      |
| 1994                                           | Kill                                           | Steve Davis (8)                                | Alan McManus                                   | 9-8                                            | 1993-1994                                      |
| 1995                                           | Kill                                           | Peter Ebdon                                    | Stephen Hendry                                 | 9-8                                            | 1994-1995                                      |
| 1996                                           | Kill                                           | Darren Morgan (1)                              | Steve Davis                                    | 9-8                                            | 1995-1996                                      |
| 1997                                           | Kill                                           | Stephen Hendry                                 | Darren Morgan                                  | 9-8                                            | 1996-1997                                      |
| 1998                                           | Kill                                           | Ken Doherty (1)                                | Ronnie O'Sullivan                              | 3-9                                            | 1997-1998                                      |
| 1999                                           | Kill                                           | Stephen Hendry (3)                             | Stephen Lee                                    | 9-8                                            | 1998-1999                                      |
| 2000                                           | Kill                                           | John Higgins                                   | Stephen Hendry                                 | 9-4                                            | 1999-2000                                      |
| 2001                                           | Saggart                                        | Ronnie O'Sullivan                              | Stephen Hendry                                 | 9-8                                            | 2000-2001                                      |
| 2002                                           | Saggart                                        | John Higgins (2)                               | Peter Ebdon                                    | 10-3                                           | 2001-2002                                      |
| Masters d'Irlande (classé)                     |                                                |                                                |                                                |                                                |                                                |
| 2003                                           | Saggart                                        | Ronnie O'Sullivan                              | John Higgins                                   | 10-9                                           | 2002-2003                                      |
| 2004                                           | Saggart                                        | Peter Ebdon (2)                                | Mark King                                      | 10-7                                           | 2003-2004                                      |
| 2005                                           | Saggart                                        | Ronnie O'Sullivan                              | Matthew Stevens                                | 10-8                                           | 2004-2005                                      |
| Masters d'Irlande (non classé)                 |                                                |                                                |                                                |                                                |                                                |
| 2007                                           | Kilkenny                                       | Ronnie O'Sullivan (4)                          | Barry Hawkins                                  | 9-1                                            | 2006-2007                                      |

## Bilan par pays
| Pays            | Joueurs | Total | Premier titre | Dernier titre |
| --------------- | ------- | ----- | ------------- | ------------- |
| Angleterre      | 5       | 19    | 1975          | 2007          |
| Pays de Galles  | 3       | 5     | 1979          | 1996          |
| Écosse          | 2       | 5     | 1992          | 2002          |
| Irlande du Nord | 1       | 2     | 1977          | 1989          |
| Irlande         | 1       | 1     | 1998          | 1998          |